# 1602
1602 (MDCII) byl rok, který dle gregoriánského kalendáře započal úterým.

## Události
- 20. března – Byla založena Sjednocená východoindická společnost.

### Probíhající události
- 1568–1648 – Nizozemská revoluce
- 1568–1648 – Osmdesátiletá válka
- 1585–1604 – Anglo-španělská válka
- 1593–1606 – Dlouhá turecká válka
- 1600–1611 – Polsko-švédská válka

## Narození

### Česko
- Jiří Adam z Martinic, šlechtic († 6. listopadu 1651)

### Svět

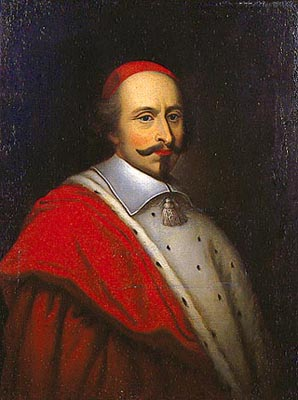
Jules Mazarin (* 14. července)

- 29. ledna – Amálie Alžběta z Hanau-Münzenbergu, německá šlechtična († 8. srpna 1651)
- 13. února – Vilém V. Hesensko-Kasselský, lankrabě Hesenska a Kasselska († 21. září 1637)
- 14. února – Francesco Cavalli, italský hudební skladatel († 14. ledna 1676)
- 16. února – Eleonora Dorotea Anhaltsko-Desavská, sasko-výmarská vévodkyně († 26. prosince 1664)
- 18. února – Per Brahe, švédský šlechtic a politik, regent Švédska († 12. září 1680)
- 02. dubna – María de Jesús de Ágreda, abatyše řádu bosých františkánek v klášteře Neposkvrněného Početí v Ágredě († 24. května 1665)
- 02. května – Athanasius Kircher, německý jezuitský učenec († 27. nebo 28. listopadu 1680)
- 11. května – William Lilly, anglický astrolog a okultista († 9. června 1681)
- 26. května – Philippe de Champaigne, francouzský malíř († 12. srpna 1674)
- 14. července – Jules Mazarin, italský kardinál, francouzský politik a diplomat († 9. března 1661)
- 26. července – Anna od Andělů, peruánská řeholnice řádu dominikánů a abatyše († 10. ledna 1686)
- 31. srpna – Amálie zu Solms-Braunfels, manželka nizozemského místodržitele Frederika Hendrika Oranžského († 8. září 1675)
- 17. listopadu – Anežka od Ježíše, francouzská řeholnice řádu dominikánů a abatyše († 19. října 1634)
- 22. listopadu – Izabela Bourbonská, francouzská princezna, královna španělská, portugalská, neapolská a sicilská († 6. října 1644)
- 30. listopadu – Otto von Guericke, německý fyzik a politik († 21. května 1686)
- neznámé datum
  - duben – William Lawes, anglický skladatel a hudebník († 24. září 1645)
  - Jan Linsen, nizozemský malíř mytologických témat († 26. května 1635)
  - Marco Marazzoli, italský kněz, harfenista a hudební skladatel († 26. ledna 1662)

## Úmrtí

### Česko
- 04. června – Jan Rozenplut ze Švarcenbachu, katolický kněz a hudební skladatel (* 1550)
- 29. června – Bonaventura Hahn, římskokatolický duchovní a vratislavský biskup (* 1540)

### Svět
- 12. března – Filip IV. Nasavsko-Weilburský, německý šlechtic (* 14. října 1542)
- 22. března – Agostino Carracci, italský malíř a grafik (* 16. srpna 1557)
- 24. března – Naomasa Ii, japonský daimjó (* 4. března 1561)
- 10. dubna – Amálie z Neuenahru, falcká kurfiřtka (* 6. dubna 1539)
- 06. května – Li Č’, čínský filozof, historik a spisovatel (* 23. listopadu 1527)
- 07. května – Alessandro Luzzago, italský teolog a filozof (* říjen 1551)
- 22. května – Renata Lotrinská, bavorská vévodkyně (* 20. dubna 1544)
- 04. července – Anna Meklenburská, kuronská vévodkyně (* 14. října 1533)
- 22. září – Tommaso Laureti, italský malíř původem ze Sicílie (* 1530)
- 30. září – Kateřina Braniborsko-Küstrinská, braniborská kurfiřtka (* 10. srpna 1549)
- 21. října – Hedvika Braniborská, německá šlechtična (* 23. února 1540)
- 23. listopadu – Anežka ze Solms-Laubachu, německá šlechtična (* 7. ledna 1578)
- neznámé datum
  - Thomas Morley, anglický renesanční hudební skladatel, teoretik hudby, zpěvák a varhaník (* 1557/58)
  - Giacomo della Porta, italský architekt a sochař (* 1532)
  - Domenico Mona, malíř pozdně renesančního italského období (* 1550)
  - Şah Sultan, osmanská princezna, dcera sultána Selima II. a jeho oficiální manželky Nurbanu Sultan (* 1544)
  - Kanijeli Siyavuş Paša, osmanský státník a velkovezír (* ?)

## Hlavy států
- Anglie – Alžběta I. (1558–1603)
- Francie – Jindřich IV. (1589–1610)
- Habsburská monarchie – Rudolf II. (1576–1612)
- Osmanská říše – Mehmed III. (1595–1603)
- Polsko-litevská unie – Zikmund III. Vasa (1587–1632)
- Rusko – Boris Godunov (1598–1605)
- Španělsko – Filip III. (1598–1621)
- Švédsko – Karel IX. (1599–1611)
- Papež – Klement VIII. (1592–1605)
- Perská říše – Abbás I. Veliký